# Herbrechtingen
Herbrechtingen település Németországban, azon belül Baden-Württembergben. Lakosainak száma 13 179 fő (2023. december 31.).

## Népesség
A település népessége az elmúlt években az alábbi módon változott:
| Lakosok száma | 11 753 | 12 915 | 13 096 | 13 051 | 13 070 | 13 247 | 13 179 |
|               | 1975   | 2015   | 2017   | 2019   | 2021   | 2022   | 2023   |